# Ernst Jacobsthal
Ernst Erich Jacobsthal, född den 16 oktober 1882 i Berlin, död den 6 februari 1965 i Überlingen, var en tysk matematiker. Han var bror till arkeologen Paul Jacobsthal.
År 1906 förvärvade han doktorsgraden vid Berlins universitet, där han var lärjunge till Georg Frobenius, Hermann Amandus Schwarz och Issai Schur. Hans dissertation, Anwendung einer Formel aus der Theorie der quadratischen Reste ledde i bevis att primtal som har formen 4n + 1 är summan av två kvadrattal.